# Palaeobolbomyia kazakhstanica
Palaeobolbomyia kazakhstanica är en tvåvingeart som beskrevs av Mikhail B. Mostovski 2000. Palaeobolbomyia kazakhstanica ingår i släktet Palaeobolbomyia och familjen snäppflugor.
Artens utbredningsområde är Kazakstan. Inga underarter finns listade i Catalogue of Life.